# Kevin Edwards
Kevin Durell Edwards (Cleveland Heights, Ohio, 30 de octubre de 1965) es un exjugador de baloncesto estadounidense que jugó durante 11 temporadas en la NBA. Con 1,90 metros de altura, lo hacía en la posición de escolta.

## Trayectoria deportiva

### Universidad
Comenzó jugando durante dos temporadas en el Lakeland Comunnity College, para posteriormente pasar a jugar otras dos con los Blue Demons de la Universidad DePaul, en las que promedió 16,3 puntos, 5,1 rebotes y 3,5 asistencias por partido.

### Profesional
Fue elegido en la vigésima posición del Draft de la NBA de 1988 por Miami Heat, equipo que debutaba en la liga, siendo la segunda elección de los Heat en la historia del draft, tras Rony Seikaly. Se hizo rápidamente con el puesto de titular, promediando en su primera temporada 13,8 puntos y 4,4 asistencias, el mejor anotador de los Heat, que le sirvieron para hacerse un hueco en el segundo mejor quinteto de rookies de la liga, que compartió con su excompañero en DePaul Rod Strickland. Jugó cinco temporadas más con los Heat, perdiendo paulatinamente su protagonismo. Antes del comienzo de la temporada 1993-94, tras finalizar su contrato, se convierte en agente libre, fichando por New Jersey Nets. Su primera temporada en el equipo sería la mejor de su carrera, acabando con unos promedios de 14,0 puntos y 3,4 rebotes, jugando todos los partidos como titular. Pero a partir del año siguiente las lesiones le impidieron tener continuidad, jugando solo 80 partidos entre las tres temporadas siguientes.
En 1997 es enviado junto con Yinka Dare, David Benoit y una futura primera ronda del draft a Orlando Magic, a cambio de Rony Seikaly y Brian Evans, pero solo llega a jugar 12 partidos antes de ser cortado. Tras 2 años de parón, regresa a la liga en la temporada 2000-01, fichando por Vancouver Grizzlies, donde jugaría su última temporada como profesional. En el total de su carrera promedió 10,9 puntos y 2,7 asistencias por noche.

## Estadísticas de su carrera en la NBA

### Temporada regular
| Temp.   | Edad | Equipo    | Liga | P   | TIT | MIN  | TC  | TCA  | %TC  | 3P  | 3PA | %3P  | TL  | TLA | %TL  | R.OF. | R.DEF. | REB | ASIS | ROB | TAP | PER | FP  | PTS  |
| 1988-89 | 23   | Miami     | NBA  | 79  | 62  | 29.7 | 5.9 | 14.0 | .425 | 0.1 | 0.5 | .270 | 1.8 | 2.4 | .746 | 1.1   | 2.2    | 3.3 | 4.4  | 1.8 | 0.3 | 3.1 | 1.9 | 13.8 |
| 1989-90 | 24   | Miami     | NBA  | 78  | 54  | 28.3 | 5.1 | 12.3 | .412 | 0.1 | 0.4 | .300 | 1.8 | 2.3 | .760 | 1.0   | 2.6    | 3.6 | 3.2  | 1.6 | 0.4 | 2.3 | 1.9 | 12.0 |
| 1990-91 | 25   | Miami     | NBA  | 79  | 16  | 25.3 | 4.8 | 11.7 | .410 | 0.3 | 1.1 | .286 | 2.2 | 2.7 | .803 | 1.0   | 1.6    | 2.6 | 3.0  | 1.6 | 0.6 | 2.1 | 1.9 | 12.1 |
| 1991-92 | 26   | Miami     | NBA  | 81  | 1   | 22.7 | 4.0 | 8.8  | .454 | 0.1 | 0.4 | .219 | 2.0 | 2.4 | .848 | 0.7   | 1.9    | 2.6 | 2.1  | 1.2 | 0.2 | 1.5 | 1.7 | 10.1 |
| 1992-93 | 27   | Miami     | NBA  | 40  | 30  | 28.4 | 5.4 | 11.6 | .468 | 0.1 | 0.4 | .294 | 3.0 | 3.5 | .844 | 1.2   | 1.8    | 3.0 | 3.0  | 1.7 | 0.3 | 1.9 | 1.7 | 13.9 |
| 1993-94 | 28   | N.Jersey  | NBA  | 82  | 82  | 33.3 | 5.7 | 12.5 | .458 | 0.4 | 1.2 | .354 | 2.0 | 2.6 | .770 | 1.1   | 2.3    | 3.4 | 2.8  | 1.5 | 0.4 | 1.6 | 1.8 | 14.0 |
| 1994-95 | 29   | N.Jersey  | NBA  | 14  | 14  | 33.3 | 4.9 | 11.0 | .448 | 1.3 | 3.2 | .400 | 2.9 | 3.0 | .952 | 0.7   | 1.9    | 2.6 | 1.9  | 1.4 | 0.4 | 2.5 | 3.0 | 14.0 |
| 1995-96 | 30   | N.Jersey  | NBA  | 34  | 33  | 29.6 | 4.2 | 11.5 | .364 | 1.2 | 3.1 | .404 | 2.0 | 2.5 | .810 | 0.4   | 1.8    | 2.2 | 2.1  | 1.6 | 0.2 | 2.0 | 2.0 | 11.6 |
| 1996-97 | 31   | N.Jersey  | NBA  | 32  | 0   | 14.9 | 2.2 | 5.7  | .377 | 0.5 | 1.3 | .349 | 1.2 | 1.3 | .860 | 0.3   | 1.1    | 1.3 | 1.8  | 0.5 | 0.1 | 1.5 | 1.1 | 5.9  |
| 1997-98 | 32   | TOTAL     | NBA  | 39  | 5   | 12.5 | 1.5 | 4.2  | .345 | 0.2 | 0.4 | .400 | 0.8 | 0.9 | .857 | 0.5   | 0.9    | 1.4 | 1.0  | 0.7 | 0.0 | 0.8 | 0.7 | 3.8  |
| 1997-98 | 32   | N.Jersey  | NBA  | 27  | 5   | 13.0 | 1.4 | 3.9  | .349 | 0.1 | 0.4 | .364 | 0.5 | 0.6 | .867 | 0.4   | 0.9    | 1.3 | 1.0  | 0.8 | 0.0 | 0.7 | 0.7 | 3.4  |
| 1997-98 | 32   | Orlando   | NBA  | 12  | 0   | 11.3 | 1.7 | 4.9  | .339 | 0.2 | 0.3 | .500 | 1.4 | 1.7 | .850 | 0.8   | 0.9    | 1.7 | 1.1  | 0.4 | 0.1 | 0.8 | 0.7 | 4.9  |
| 2000-01 | 35   | Vancouver | NBA  | 46  | 5   | 13.8 | 1.2 | 3.7  | .329 | 0.1 | 0.4 | .263 | 0.9 | 1.2 | .811 | 0.5   | 1.3    | 1.8 | 1.1  | 0.6 | 0.2 | 0.8 | 1.0 | 3.5  |
| Total   |      |           | NBA  | 604 | 302 | 25.4 | 4.4 | 10.4 | .423 | 0.3 | 0.9 | .335 | 1.9 | 2.3 | .803 | 0.9   | 1.9    | 2.7 | 2.7  | 1.4 | 0.3 | 1.9 | 1.7 | 10.9 |

### Playoffs
| Temp.   | Edad | Equipo   | Liga | P | MIN | TCA | TC | 3PA | 3P | TLA | TL | R.OF. | REB | ASIS | ROB | TAP | PER | FP | PTS | %TC  | %3P  | %FT  | MIN  | PTS  | REB | AST |
| 1991-92 | 26   | Miami    | NBA  | 3 | 55  | 5   | 13 | 0   | 0  | 5   | 8  | 1     | 7   | 7    | 2   | 0   | 5   | 3  | 15  | .385 |      | .625 | 18.3 | 5.0  | 2.3 | 2.3 |
| 1993-94 | 28   | N.Jersey | NBA  | 4 | 148 | 18  | 50 | 0   | 2  | 13  | 14 | 8     | 16  | 9    | 5   | 1   | 9   | 9  | 49  | .360 | .000 | .929 | 37.0 | 12.3 | 4.0 | 2.3 |
| Total   |      |          | NBA  | 7 | 203 | 23  | 63 | 0   | 2  | 18  | 22 | 9     | 23  | 16   | 7   | 1   | 14  | 12 | 64  | .365 | .000 | .818 | 29.0 | 9.1  | 3.3 | 2.3 |